# Чанчахис-Цкали
Чанчахис-Цкали или Чанчахисцкали (груз. ჭანჭახისწყალი) — река в Грузии, протекает в Душетском муниципалитете края Мцхета-Мтианети. Начинается на высоте 3050 м над уровнем моря со склонов горы Чокисмта-Матура Главного Кавказского хребта. Течёт на северо-восток по горному ущелью. На реке расположено село Хахабо. Устье реки находится южнее села Ардоти в 15 км по левому берегу реки Андаки. Длина реки составляет 12 км, площадь водосборного бассейна — 49,6 км².